# جان الیوتسون
جان الیوتسون (۲۹ اکتبر ۱۷۹۱–۲۹ ژوئیه ۱۸۶۸) دکترایش را در سال ۱۸۱۰ از دانشگاه ادینبرو، و در سال ۱۸۲۱ از دانشگاه آکسفورد دریافت کرده‌است. او از سال ۱۸۳۲ استاد اصول و اعمال پزشکی در کالج دانشگاهی لندن بود و از سال ۱۸۳۴ به عنوان پزشک ارشد بیمارستان کالج دانشگاهی لندن خدمت می‌کرده‌است. او همچنین با همکاری دکتر ویلیام کالینز انگلود، از ویراستاران مجلهٔ زوییست بودند.
الیوتسون نویسنده ای توانا و تأثیرگذار و معلمی قابل احترام بود و به دلیل مهارت‌های تشخیصی خود به عنوان پزشک و به ویژه تجویزهای فوق‌العاده‌اش شهرت داشت.
او همیشه در حال پیشروی در حرفه‌اش بود. وی از اولین کسانی بود که در بریتانیا از گوشی پزشکی استفاده کرده و آن را رواج داده‌است. همچنین او از اولین کسانی بود که در این کشور از طب سوزنی بهره برد.
الیوتسون در اساسینز کرید: سندیکا به عنوان یکی از ضدقهرمانان حضور دارد که در نوانخانهٔ لمبث، آزمایش‌هایی وحشیانه و مرگبار بر روی دیوانه‌ها انجام می‌دهد. او از اعضای مخفی تمپلارهاست و توسط جیکوب فرای کشته می‌شود.